# Heinkel He 49
Le Heinkel He 49 est un avion militaire sesquiplan allemand de construction mixte, armé de deux mitrailleuses. Quatre modèles ont été faits, le He 49a, le He 49b, le He 49c, et le He 51, avion de chasse qui fut utilisé lors de la guerre d'Espagne.

## Conception
Le He 49 était un sesquiplan, c'est un dire un biplan dont l'aile inférieure est plus petite que l'aile supérieure. Le fuselage avant était composé d'un cadre en tubes d'acier à section rectangulaire recouvert de feuilles d'alliage, puis la partie arrière était composée de lattes de bois de forme ovales recouvertes de tissu.

## Tests et prototypes
Le premier prototype, désigné He 49a (immatriculé D-2363 puis D-IREH), vola pour la première fois le 7 novembre 1932 à Rechlin après avoir été testé au centre de Travemünde. Le chasseur fut testé en simulation de combat aérien contre des Heinkel He 38, son concurrent direct Arado Ar 65 était alors aussi testé et comparé. Le second prototype, le He 49b, vola en février 1933 avec un fuselage allongé de 40 cm. Il fut plus tard adapté en hydravion, sous la dénomination He 49bW, et le troisième prototype, He 49c, testait un nouveau moteur. Il fut cependant jugé trop complexe à produire selon les autorités allemandes et du être soumis à des simplifications pour pouvoir être produit à plus grande échelle. Le He 49d, qui deviendra plus tard le Heinkel He 51, sera utilisé comme chasseur durant la guerre civile espagnole puis continuera sa carrière dans les premières années de la Seconde Guerre mondiale comme avion d'entraînement avancé et avion d'attaque au sol.

### Développement lié
Heinkel He 51